# Aubin (chantier naval)
Pour les articles homonymes, voir Aubin.
Le chantier Aubin était un chantier naval fondé en 1926 à Nantes sur les bords de l'Erdre, au pied du pont de la Tortière, avant de s'installer en 1962 en bords de Loire au lieu-dit « Norkiouse » à Trentemoult quartier de Rezé, dans la Loire-Atlantique (France). 

## Historique
Il fut fondé par Baptiste Aubin et repris par ses fils Paul et André Aubin. Le chantier s'est surtout fait connaître pour avoir construit de nombreux voiliers et dériveurs dessinés par Philippe Harlé. Son slogan était « Avec Aubin vous irez loin, tout ira bien ».
Trois types de dériveur à bouchain vif vont sortir de l'atelier: Le Muscadet de 1963 construit à quelque 600 exemplaires sera un succès. On peut aussi citer : Le Cabernet, le Sauvignon, l'Armagnac, le Cognac. 
Le chantier était spécialisé dans la construction en bois et en contreplaqué de marine, mais il s'est diversifié dans les années 1970 en se lançant dans la construction en polyester. Il disparut lentement face à la concurrence des grands constructeurs industriels tels que Bénéteau et Jeanneau.
Paul un de ses deux fils qui vivait à Sucé-sur-Erdre, près de Nantes, est décédé le 10 juillet 2012.

## Hommage
Depuis, 11 octobre 2013, par délibération du Conseil municipal de Nantes, le quai situé le long de l'ancien site des chantiers a été baptisée quai des Chantiers-Aubin.

## Magazines
- Pierre-Henri Marin, Le Chantier Aubin, du 6m50 au Muscadet, Le Chasse-Marée n°94, p. 22-29